# Ibb
Ibb (o Abb) (en árabe: إب‎) es una ciudad de Yemen, la capital de la gobernación de Ibb, situada a unos 117 kilómetros al noreste de Moca y 194 km al sur de Saná.  
Es una ciudad comercial y centro administrativo desarrollado durante la ocupación otomana, una de las ciudades de tamaño mediano más importantes en el país. En 2005 tenía una población de 160 000 habitantes.

## Historia

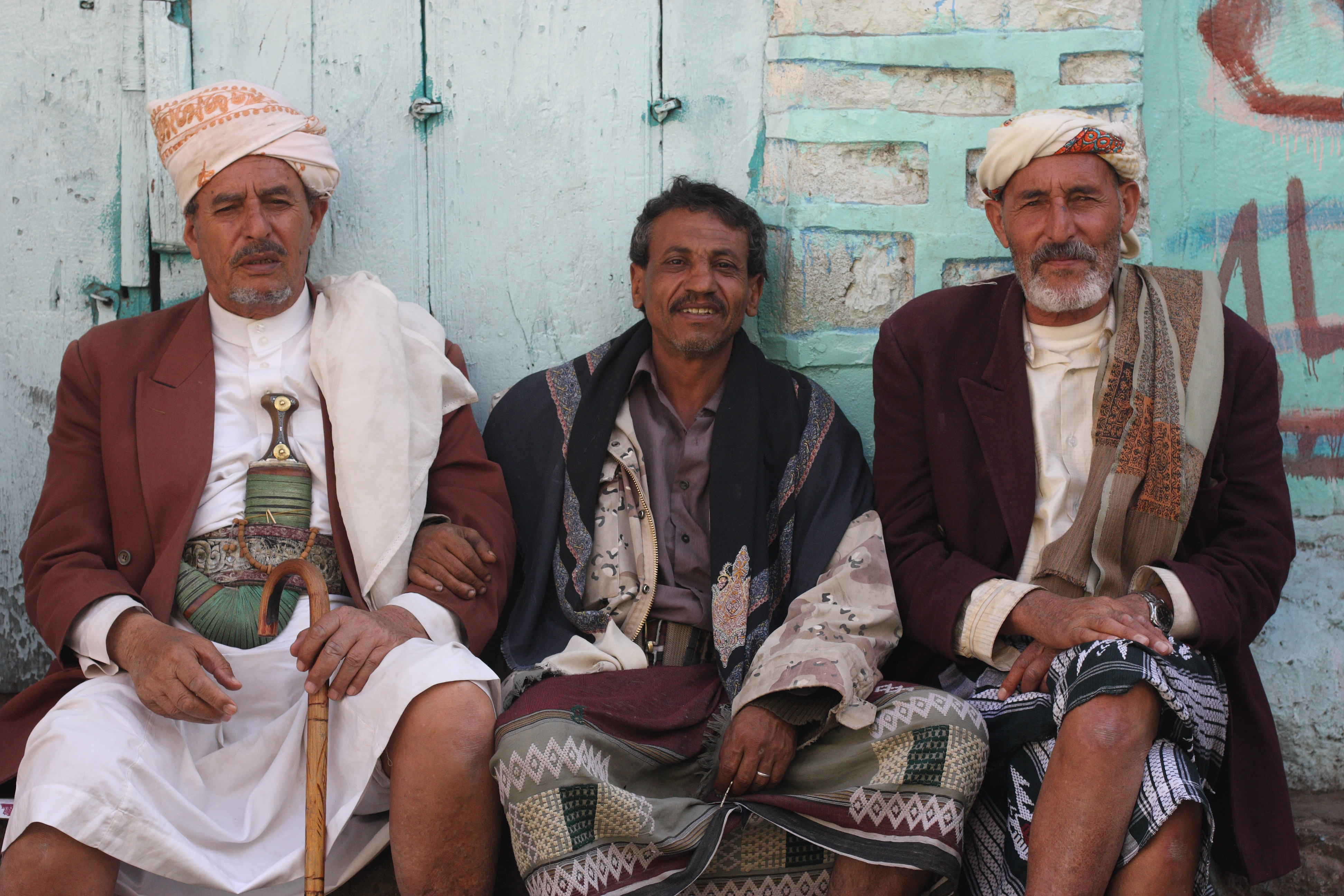
Personas locales

Ibb ha estado ocupada desde los primeros tiempos del islam, y debido a su importancia estratégica, los otomanos la utilizaron como centro administrativo. Prosperó como ciudad comercial y los otomanos establecieron un mercado. Fue gobernada por un emir semiautónomo hasta 1944, cuando se abolió el emirato. En algunos momentos de su historia mucha gente ha emigrado a la ciudad desde zonas de Yemen afectadas por sequías, en busca de trabajo. A mediados de 1950 se informó de un brote de viruela en la ciudad.
El explorador alemán, Hermann Burchardt, fotografió a la ciudad en 1901, las fotos actualmente se encuentran en el Museo Etnológico de Berlín.

## Clima
Ibb está situada en una estribación del monte Shamāḥī, a una altitud de 2050 metros. Debido a su gran altura, tiene un clima subtropical de altura (Cwa en la clasificación climática de Köppen), y es una de las zonas más húmedas de Yemen, suele recibir 800–1200 mm de precipitación. 
| Parámetros climáticos promedio de Ibb (1950 m) | Parámetros climáticos promedio de Ibb (1950 m) | Parámetros climáticos promedio de Ibb (1950 m) | Parámetros climáticos promedio de Ibb (1950 m) | Parámetros climáticos promedio de Ibb (1950 m) | Parámetros climáticos promedio de Ibb (1950 m) | Parámetros climáticos promedio de Ibb (1950 m) | Parámetros climáticos promedio de Ibb (1950 m) | Parámetros climáticos promedio de Ibb (1950 m) | Parámetros climáticos promedio de Ibb (1950 m) | Parámetros climáticos promedio de Ibb (1950 m) | Parámetros climáticos promedio de Ibb (1950 m) | Parámetros climáticos promedio de Ibb (1950 m) | Parámetros climáticos promedio de Ibb (1950 m) |
| Mes                                            | Ene.                                           | Feb.                                           | Mar.                                           | Abr.                                           | May.                                           | Jun.                                           | Jul.                                           | Ago.                                           | Sep.                                           | Oct.                                           | Nov.                                           | Dic.                                           | Anual                                          |
| ---------------------------------------------- | ---------------------------------------------- | ---------------------------------------------- | ---------------------------------------------- | ---------------------------------------------- | ---------------------------------------------- | ---------------------------------------------- | ---------------------------------------------- | ---------------------------------------------- | ---------------------------------------------- | ---------------------------------------------- | ---------------------------------------------- | ---------------------------------------------- | ---------------------------------------------- |
| Temp. máx. media (°C)                          | 21.0                                           | 21.1                                           | 23.6                                           | 25.5                                           | 27.8                                           | 30.1                                           | 29.7                                           | 27.9                                           | 25.7                                           | 23.1                                           | 21.0                                           | 20.8                                           | 24.8                                           |
| Temp. mín. media (°C)                          | 7.9                                            | 9.3                                            | 10.4                                           | 12.7                                           | 15.5                                           | 16.9                                           | 18.8                                           | 18.4                                           | 15.5                                           | 11.1                                           | 8.7                                            | 8.1                                            | 12.8                                           |
| Precipitación total (mm)                       | 5.8                                            | 4.6                                            | 12.9                                           | 16.0                                           | 10.2                                           | 48.8                                           | 150.0                                          | 144.6                                          | 74.2                                           | 32.5                                           | 14.1                                           | 5.3                                            | 519                                            |
| Fuente: National Weather Service               |                                                |                                                |                                                |                                                |                                                |                                                |                                                |                                                |                                                |                                                |                                                |                                                |                                                |

## Lugares de interés

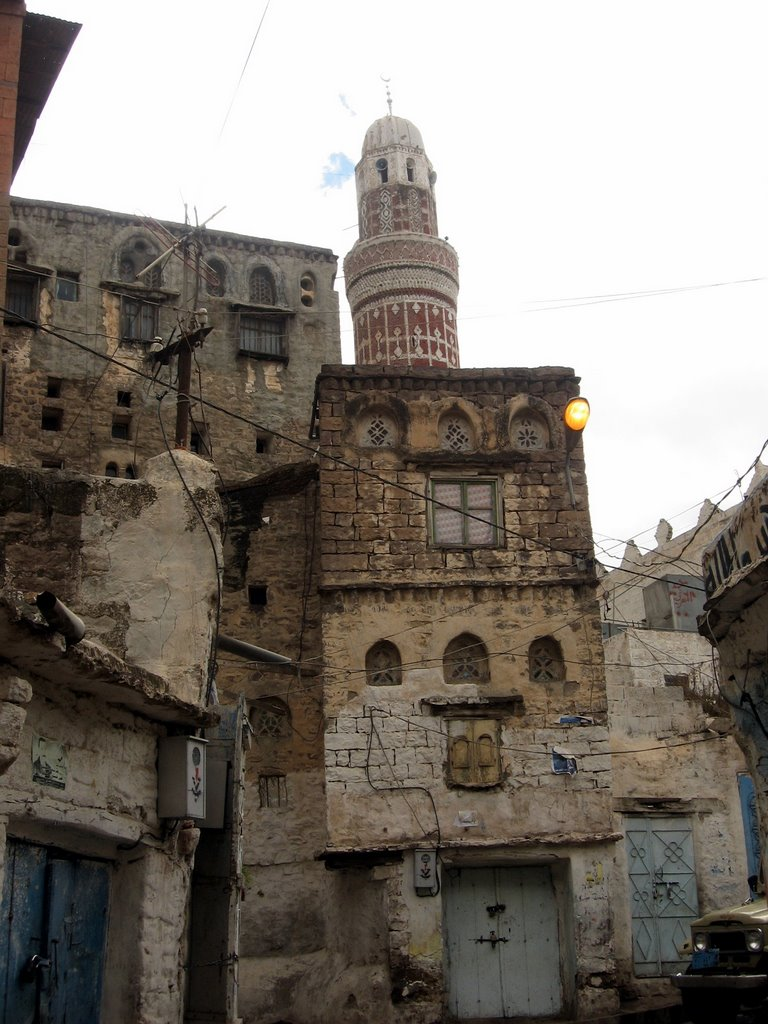
Arquitectura local

La ciudad es conocida por sus imponentes casas de piedra, con frisos geométricos y vidrieras circulares conocidas como qamiriya. La mezquita principal fue construida durante el período otomano, hay otras mezquitas y una fortaleza en los alrededores, cerrada a los visitantes. Un antiguo acueducto aún permanece. La universidad de Ibb fue establecida en 1996. También contiene un centro de arte, museos y hoteles como el Saba Tourist Hotel y el Al-Riyad Hotel. El principal equipo de fútbol de la ciudad es el Al Sha'ab Ibb.